# Antoni Dutkiewicz
Antoni Dutkiewicz – polski śpiewak operowy (baryton).
Solista Teatru Muzycznego w Gdańsku (1957-1958), Opery Bałtyckiej w Gdańsku (1959−1960), Teatru Muzycznego Opery i Operetki w Bydgoszczy (1960-1961), Teatru Wielkiego w Warszawie (1962-1964) oraz holenderskich teatrów operowych. Laureat krajowych i międzynarodowych konkursów wokalnych.

## Partie operowe
- Komisarz (Madame Buttterfly, Puccini)
- Margrabia d'Obigny (Traviata, Verdi)
- Masetto (Don Giovanni, Mozart)
- Rafmis (Aida, Verdi)
- Stolnik (Halka, Moniuszko)
- Zachariasz (Nabucco, Verdi)
- Zbigniew (Straszny dwór, Moniuszko)
- Zuniga (Carmen, Bizet)

## Nagrody
- 1955: III Ogólnopolski Konkurs Śpiewaczy w Warszawie – III nagroda
- 1960: V Ogólnopolski Konkurs Śpiewaczy w Katowicach – II nagroda
- 1963: X Międzynarodowy Konkurs Wokalny w ’s-Hertogenbosch – II nagroda[1]
- 1965: Międzynarodowy Konkurs Wokalny w Liège – III nagroda
- 1967: Międzynarodowy Konkurs Wokalny w Antwerpii – I nagroda